# Pruszaków
Pruszaków – dzielnica w południowo-zachodniej części Radomia, dawniej folwark rodziny Pruszaków z Orońska. Zabudowę stanowią domy jednorodzinne. Główną ulicą dzielnicy jest ulica Szydłowiecka.
Dojazd do tej dzielnicy zapewniają linie komunikacji miejskiej nr 5 oraz 18.
Na jej terenie znajduje się Muzeum Wsi Radomskiej.